# Blatná na Ostrove
Blatná na Ostrove (in ungherese Sárosfa) è un comune della Slovacchia facente parte del distretto di Dunajská Streda, nella regione di Trnava.
Il comune ha dato i natali a István Bittó, Primo ministro del Regno d'Ungheria tra il 1874 ed il 1875.